# 妙見菩薩
妙見菩薩（みょうけんぼさつ、旧仮名遣：めうけんぼさつ）は、北極星または北斗七星を神格化した仏教の天部の一つ。尊星王（そんしょうおう）、妙見尊星王（みょうけんそんしょうおう）、北辰菩薩（ほくしんぼさつ）などとも呼ばれる。

## 概要

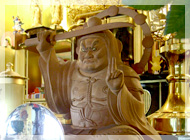
妙見菩薩像（千葉県市川市大野町 本光寺）

### 妙見信仰の由来・拡散
妙見信仰は、インドで発祥した菩薩信仰が、中国で道教の北極星・北斗七星信仰と習合し、仏教の天部の一つとして日本に伝来したものである。「菩提薩埵」とは、本来「ボーディ・サットヴァ」（梵語：bodhisattva）の音写で、「菩提を求める衆生」の意であり、十界では上位である四聖（仏･菩薩・縁覚･声聞）の一つだが、妙見菩薩は他のインド由来の菩薩とは異なり、中国の星宿思想から北極星を神格化したものであることから、形式上の名称は菩薩でありながら実質は大黒天や毘沙門天・弁才天と同じ天部に分類されている。
インドにも北極星(ドルヴァ)や北斗七星(サプタルシ)への信仰はあるが、日本にはほとんど伝わらなかった。妙見菩薩はほぼ道教由来の神格と考えるべきである。
道教に由来する古代中国の思想では、北極星（北辰）は天帝（天皇大帝）と見なされた。これに仏教思想が流入して「菩薩」の名が付けられ、「妙見菩薩」と称するようになったと考えられる。「妙見」とは「優れた視力」の意で、善悪や真理をよく見通す者ということである。
妙見信仰は中国の南北朝時代には既にあったと考えられているが、当時からの仏像は未だに確認されていない。妙見を説く最古の経典は晋代失訳『七仏八菩薩所説大陀羅尼神呪経』（西暦317～420年、大正蔵1332）である。

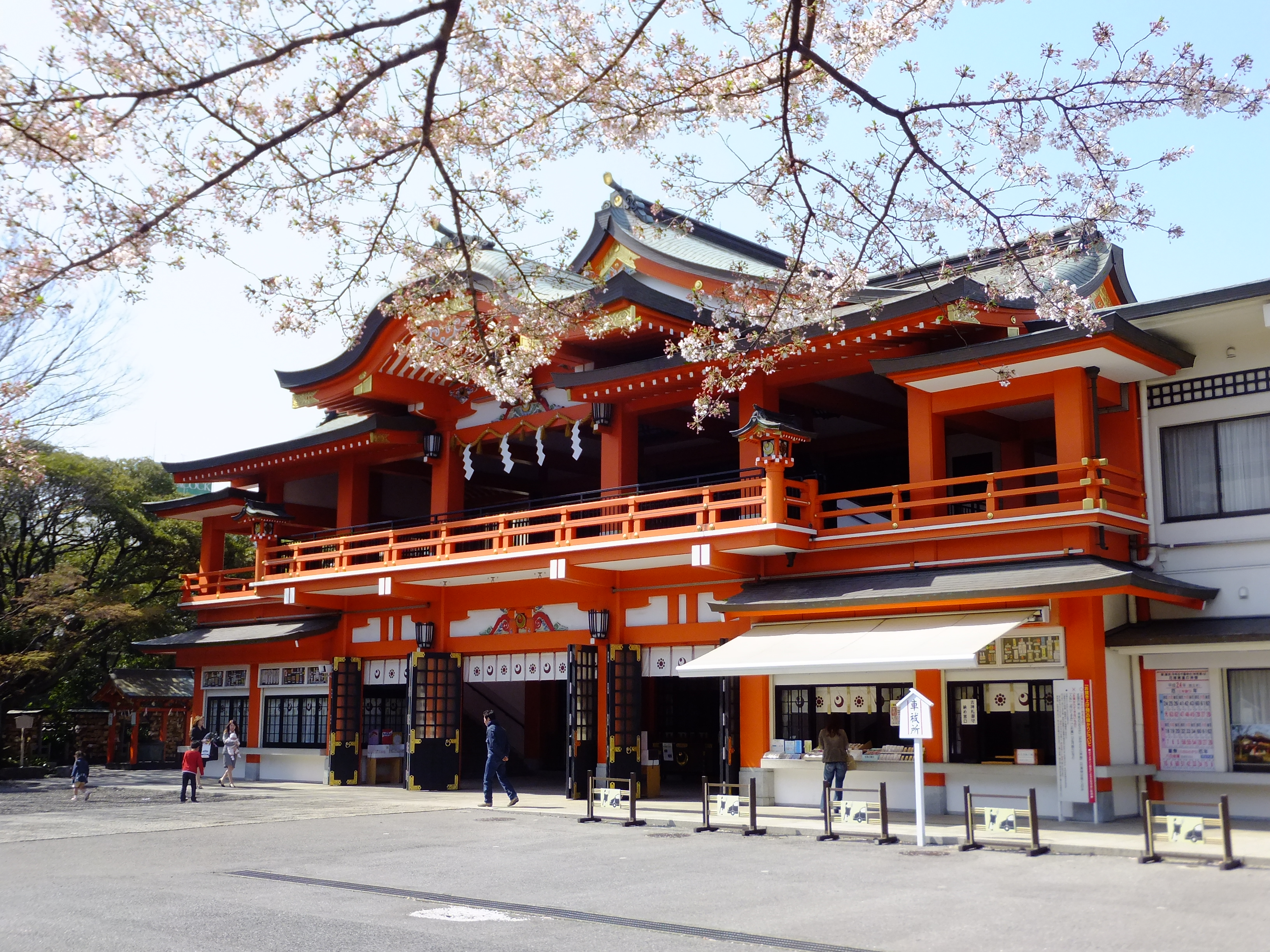
妙見本宮 千葉神社（千葉市）

ここでは、妙見菩薩の神呪を唱えることで国家護持の利益を得られるとされている。
唐代に入ると妙見信仰が大きく発展し、妙見関連の経典や行法が流布した。円仁の旅行記『入唐求法巡礼行記』から、当時の中国では妙見信仰が盛んであったことが窺える。
妙見信仰が日本へ伝わったのは7世紀（飛鳥時代）のことで、高句麗・百済出身の渡来人によってもたらされたものと考えられる。当初は渡来人の多い近畿以西の信仰であったが、渡来人が朝廷の政策により東国に移住させられた影響で東日本にも広まった。正倉院文書（752年頃）に仏像彩色料として「妙見菩薩一躰並彩色」の記事、また『続日本紀』（巻三十四）には上野国群馬郡（現・群馬県高崎市）にある妙見寺に関する記載がある。

### 妙見信仰の発展
信濃から関東・東北にかけての牧場地帯に多く見られる信仰で、「七」を聖教とし、将門伝説とは関係が深い。
北斗七星の内にある破軍星（はぐんせい）にまつわる信仰の影響で、妙見菩薩は軍神として崇敬されるようになった。密教経典『仏説北斗七星延命経』（唐代成立、大蔵経1307）では破軍星が薬師如来と同一視されたことから、妙見菩薩は薬師如来の化身とみなされた。なお、薬師如来のほか本地仏に十一面観音あるいは釈迦如来を当てる例もある。  

千葉氏が使用した九曜紋の中央の星が北極星（妙見菩薩）を表すという説がある

中世においては、鷲頭氏、大内氏、千葉氏や九戸氏が妙見菩薩を一族の守り神としていた。千葉氏は特に妙見信仰と平将門伝承を取り込み、妙見菩薩を氏神とすることで一族の結束を図った。千葉氏の所領であった地域にも、必ずと言っていいほど妙見由来の寺社が見られる。千葉氏の氏神とされる千葉妙見宮（現在の千葉神社）は源頼朝から崇拝を受けたほか、日蓮も重んじた。また、千葉氏が日蓮宗の中山門流の檀越であった関係で妙見菩薩は日蓮宗寺院に祀られることが多い。

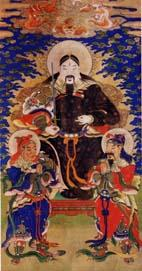
玄天上帝（真武大帝）

中世初期に中国から伝来し陰陽道に取り入れられた「太上神仙鎮宅七十二霊符」（「太上秘法鎮宅霊符」とも）と呼ばれる72種の護符を司る鎮宅霊符神（道教の真武大帝に比定）とも習合された。大阪府にある小松神社（星田妙見宮）では元治元年（1865年）の鎮宅霊符の版木が伝わっており、現在もこの霊符が配布されている。妙見信仰の聖地として有名な能勢妙見山（同府豊能郡能勢町）でも鎮宅霊符神と妙見菩薩が同一視されている。
以上に加えて、地域によっては水神、鉱物神･馬の神としても信仰された。能勢がキリシタン大名の高山右近の領地であったことと、キリシタンの多い土地に日蓮宗の僧侶が送り込まれたことから、隠れキリシタンは日蓮宗系の妙見菩薩像（いわゆる能勢妙見）を天帝（デウス）に見立てたともみられている。
江戸時代の平田篤胤の復古神道においては、『古事記』や『日本書紀』に登場する天之御中主神は天地万物を司る最高位の神、または北斗七星の神と位置づけられた。その影響で、明治維新の際の神仏分離令によって「菩薩」を公然と祀れなくなってしまった多くの妙見神社の祭神が天之御中主神に改められた。

## 像容
妙見信仰には星宿信仰に道教、密教、陰陽道などの要素が混交しており、像容も一定していない。吉祥天に近い姿、忿怒形や童子形、他に甲冑を着けた武将形で玄武（亀と蛇の合体した想像上の動物で北方の守り神）に乗るもの、唐服を着て笏を持った陰陽道系の像など、さまざまな形がある。
日本で重要文化財に指定されている妙見菩薩の彫像は、読売新聞社所有（よみうりランド内聖地公園保管）の1体のみである。この像は、正安3年（1301年）の銘があり、もと伊勢神宮外宮の妙見堂にあったものとされる。しかし、この像は甲冑を着け、右手に剣を持ち、頭髪を美豆良（みずら）に結った特殊な像容を示し、所伝通り妙見菩薩と呼ぶべきかどうか若干疑問の残るものである。

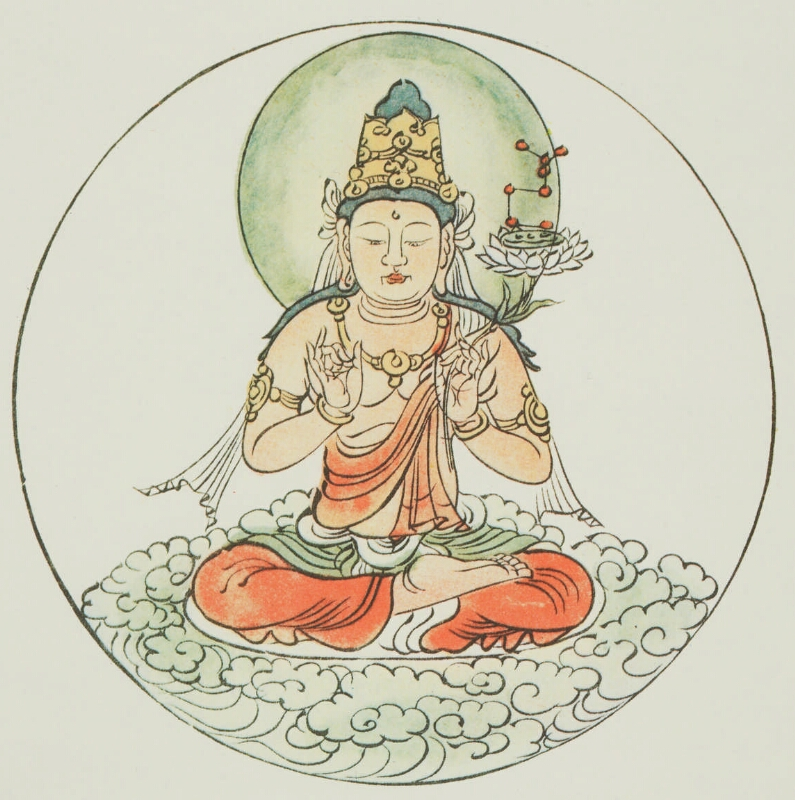
二臂の妙見菩薩
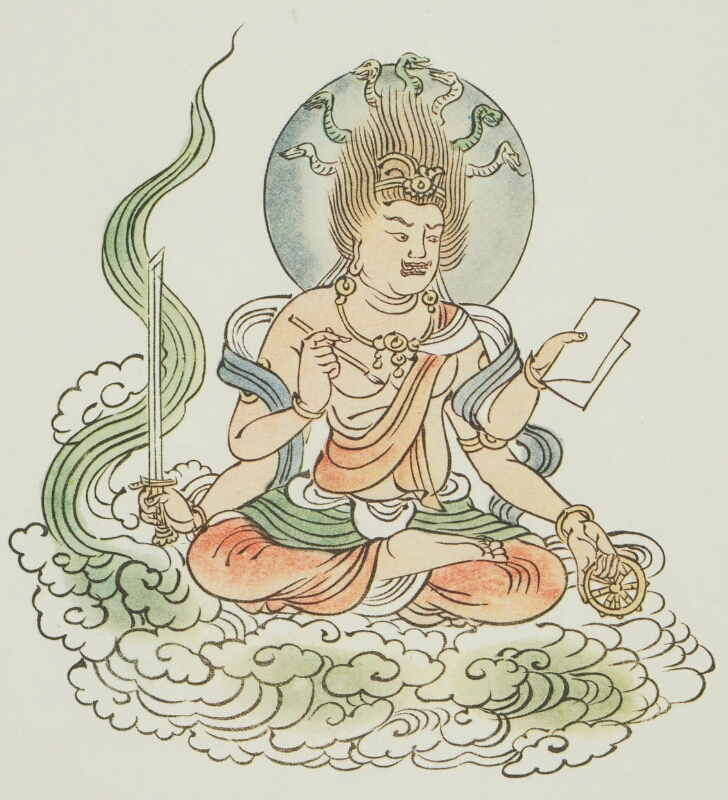
四臂の妙見菩薩
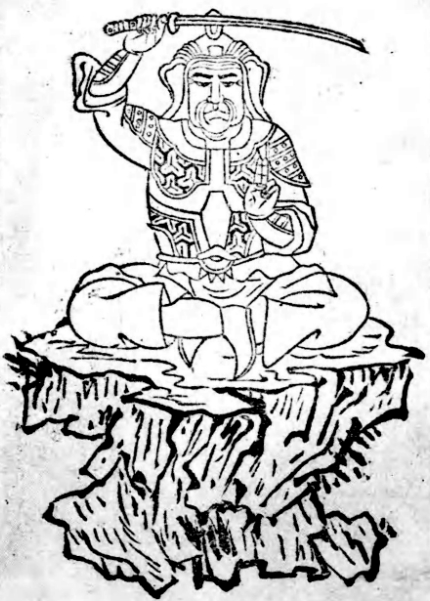
能勢妙見菩薩
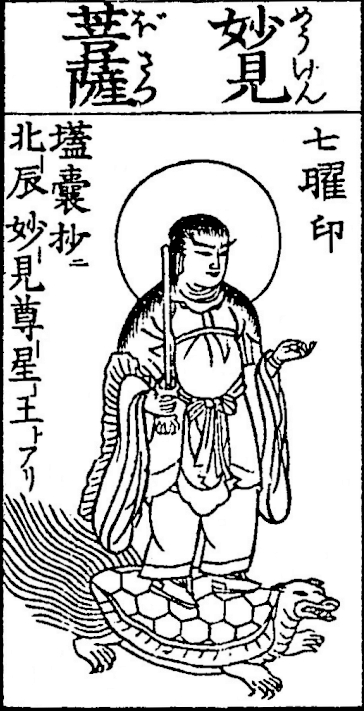
亀に乗る妙見菩薩 （『仏像図彙』より）
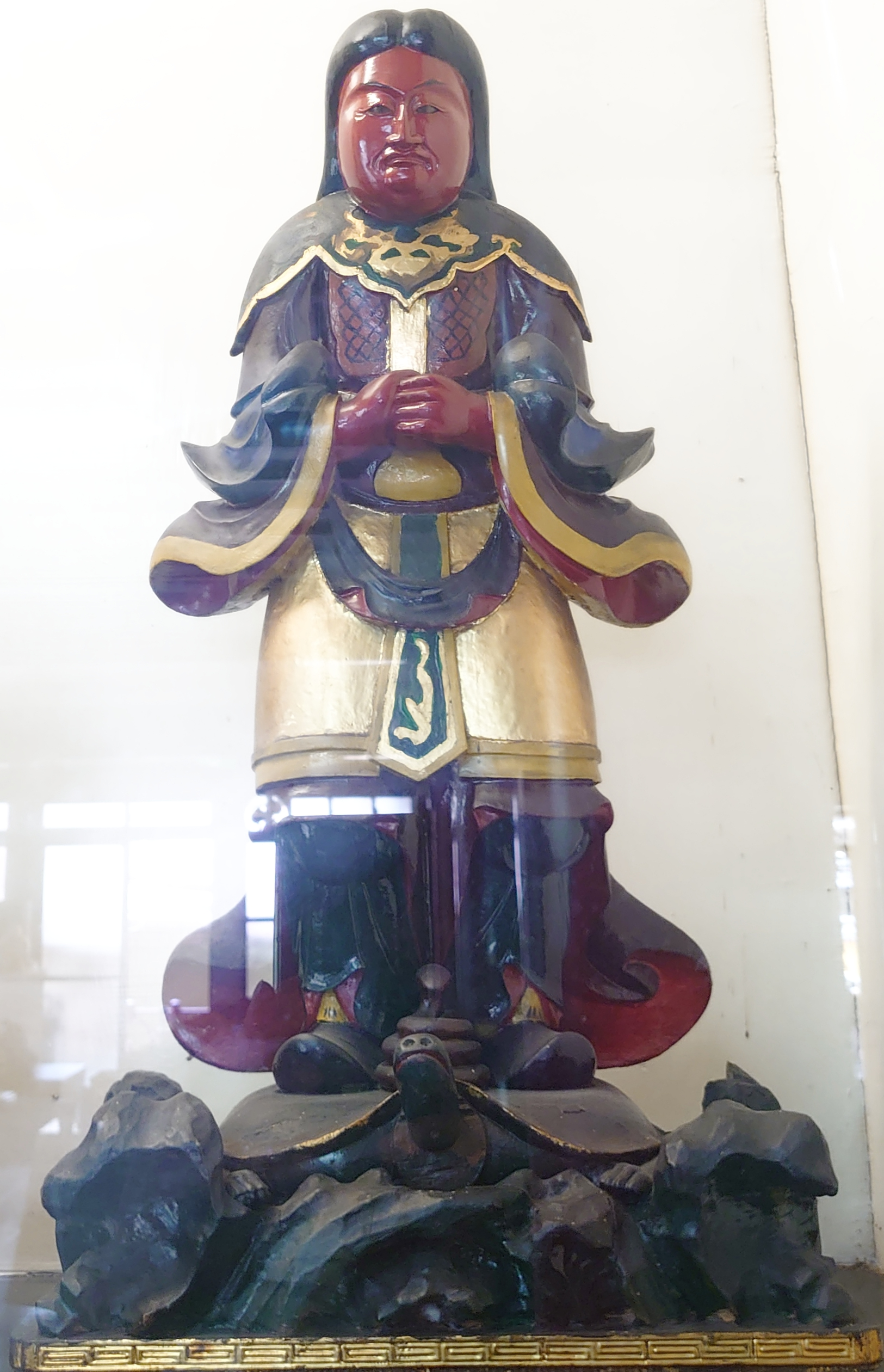
童子形妙見菩薩

## 真言・種字

### 真言
妙見帰命心真言
- 「オン ソチリシュタ ソワカ」[23]
  - 「オン ソヂリシュタ ソワカ」[24][15]

妙見心中心呪
- 「オン マカシリエイ シベイ ソワカ」[24]
  - 「オン マカシリエイ ヂリベイ ソワカ」[15]

妙見真言（『七仏八菩薩所説大陀羅尼神呪経』より）
- 「ボチテイ トソタ アジャミタ ウトタ クキタ ハラチタ ヤビジャタ ウトタ クラチタ キマタ ソワカ」
  - 「ロクチテイ トソタ アジャミタ ウトタ クキタ ハラテイタ ヤビジャタ ウトタ クラテイタ キマタ ソワカ」

（目低帝 屠蘇吒 阿若蜜吒 烏都吒 具耆吒 波頼帝吒 耶彌若吒 烏都吒 拘羅帝吒 耆摩吒 莎呵）

### 種字
種子（種子字）はソ（सु、su）。

## 寺社

### 寺院

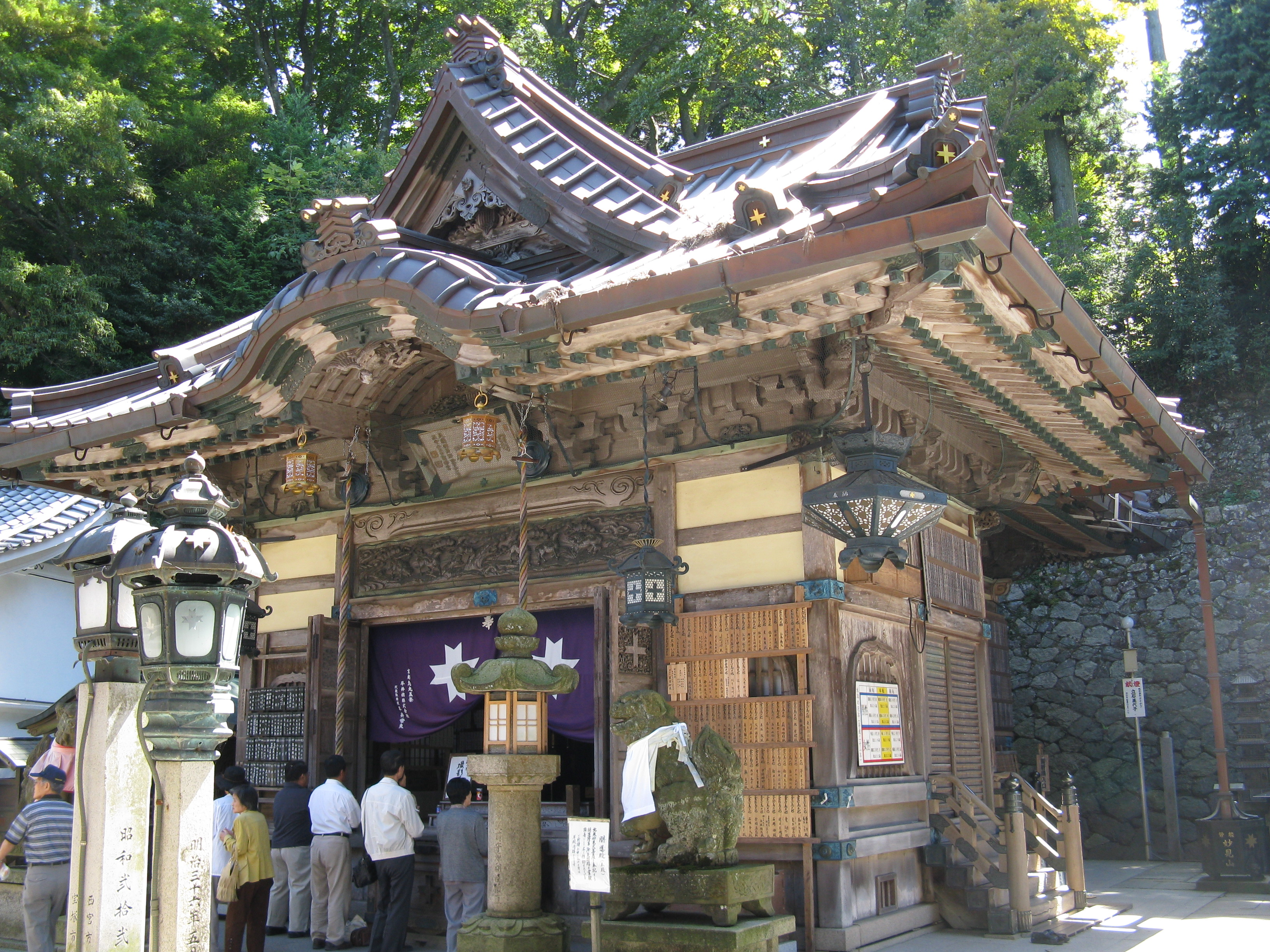
能勢妙見山 開運殿（本殿）

以下は妙見菩薩を本尊とする、あるいは妙見信仰にゆかりのある寺院の数例である。
- 妙見寺（北海道函館市日ノ出町）法華宗
- 歓喜寺（福島県相馬市）

相馬中村神社にあった妙見菩薩像が神仏分離令により明治3年に当山本堂に移動された。
- 金性寺（福島県南相馬市）

相馬小高神社にあった妙見菩薩像が神仏分離令により明治5年に当山に移動された。
- 北斗寺（茨城県つくば市）
- 妙見寺（群馬県高崎市） - 旧名「七星山息災寺」、別称「羊妙見」

平良文の流れを汲む千葉氏や相馬氏らの妙見信仰の大本。
- 覚成寺（群馬県みどり市）

徳川家康の守り本尊といわれる妙見菩薩像がある。
- 円泉寺（埼玉県飯能市平松）

境内には平将門配下の武将の子孫・綿貫家に伝わる妙見菩薩像（現存せず。今ある妙見像は2代目）を祀るために弘化5年（1848年）に創建された妙見堂がある。
- 廣見寺（埼玉県秩父市）

一説では平良文が創建した妙見宮が当山の前身といわれている。嘉禎元年（1235年）に秩父神社が落雷によって焼失すると秩父神社に妙見菩薩が合祀されることとなり、その150年後に妙見宮の跡地に新たに寺院（今の廣見寺）が建てられた。
- 妙覚寺（東京都江戸川区）
- 長国寺（東京都台東区）

鷲に乗る妙見菩薩（鷲妙見大菩薩、鷲大明神）が当山鎮守として祀られている。開帳日の11月酉の日には酉の市が開催される。
- 法性寺（東京都墨田区） - 別称「柳嶋妙見堂」

妙見菩薩に基づき「北斎辰政」と号した葛飾北斎が崇敬していた寺院として知られている。
- 妙見山別院（東京都墨田区）

東京都にある能勢妙見山の別院。勝小吉と勝海舟親子の信仰を得ていたことで有名。
- 妙見寺（東京都稲城市）
- 廣龍寺（千葉県松戸市）

境内の妙見堂に法華経寺の第3世貫首・日祐よりいただいた、千葉胤貞軍陣鎮護の妙見菩薩像が安置されている。
- 妙福寺（千葉県銚子市）
- 内津妙見寺（愛知県春日井市）[34]
- 妙見寺（京都府京都市山科区）
- 妙見寺（大阪府南河内郡太子町）

598年（推古天皇6年）に蘇我馬子が開基した寺院と言われている。本尊は十一面観音。群馬県の妙見寺はここから勧請されたという説がある。
- 能勢妙見山（大阪府豊能郡能勢町）

妙見山の山頂付近にある寺院。日本三大妙見の一つに数えられる。
- 本瀧寺（大阪府豊能郡能勢町）

妙見山の中腹にある、天台宗より派生した妙見宗の総本山。
- 日光院（兵庫県養父市八鹿町）

本尊は妙見大菩薩。
- 常光寺（兵庫県佐用郡佐用町）
- 願成就寺（大分県速見郡日出町）
- 三澤寺（長野県伊那市福島）

### 神社

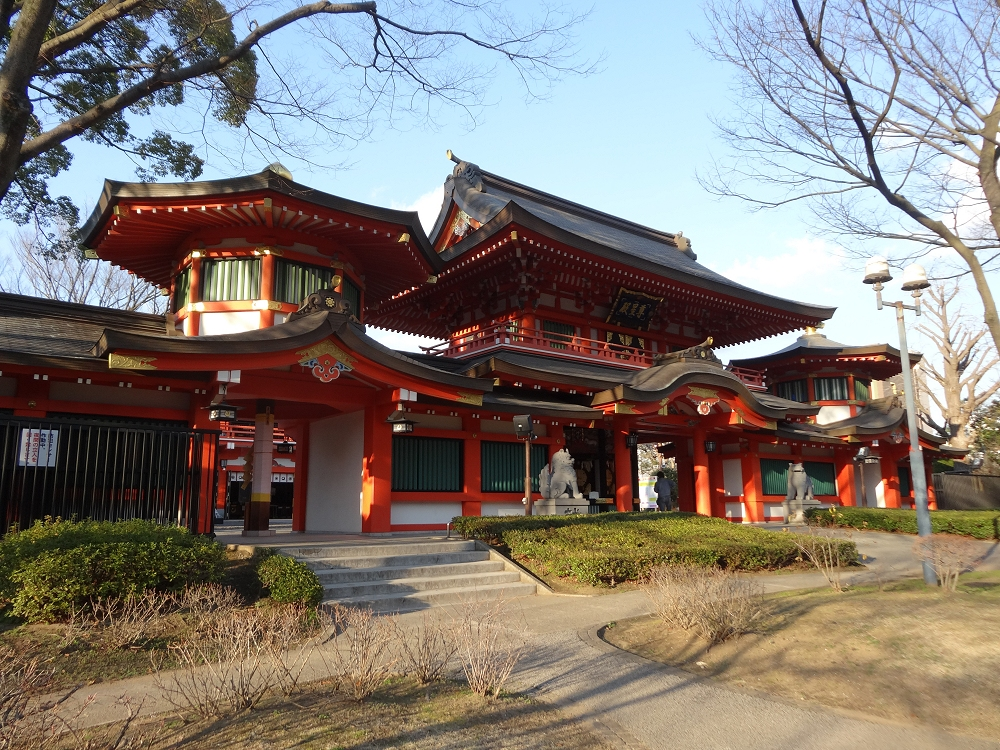
千葉神社 尊星殿

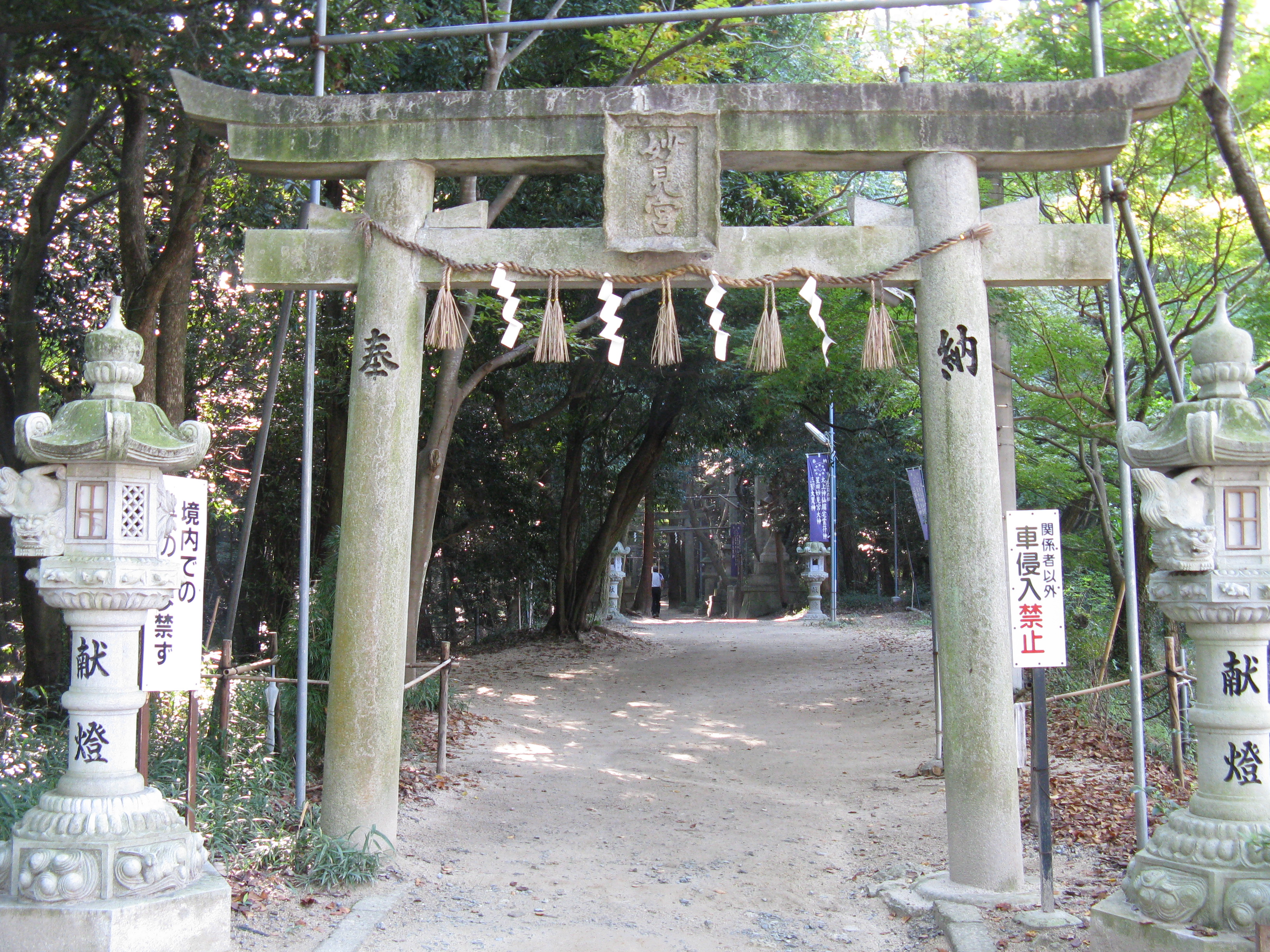
小松神社（星田妙見宮）の鳥居

以下は妙見菩薩を祀っていた神社の数例である。
- 相馬三妙見
  - 相馬中村神社（福島県相馬市） - 別称「妙見中村神社」

相馬氏の氏神で、日本三大妙見の一つに数えられる。現在の祭神は天之御中主神。
  - 相馬太田神社（福島県南相馬市原町区）

現在の祭神は天之御中主神。
  - 相馬小高神社（福島県南相馬市小高区）

小高城の本丸跡の平場に鎮座する。現在の祭神は天之御中主神。
- 九戸神社（岩手県九戸郡） - 別称「九戸妙見」

九戸氏の氏神。現在の祭神は天之御中主神と宇迦之御魂神。
- 日高神社（岩手県奥州市） - 別称「日高妙見」

現在の祭神は天之御中主神ほか7柱。
- 秩父神社（埼玉県秩父市）

古くは知々夫国造の祖神・八意思兼命と知々夫彦命を祀る神社（式内社）。嘉禎元年（1235年）に焼失した社殿の再建に際して神社北東の妙見宮（一説では廣見寺付近）の妙見菩薩が合祀され、神仏分離まで「妙見宮」として知られるようになった。明治以降は妙見菩薩が天之御中主神に改められている。
- 我野神社（埼玉県飯能市）

祭神は天之御中主神、建御名方神、日本武尊の3柱。
- 星宮神社（茨城県龍ケ崎市）

延長2年（924年）、肥後国（現・熊本県）の八代神社から勧請されたと伝わる。現在の祭神は天之御中主神。
- 両総六妙見（千葉六妙見）

桓武平氏流千葉氏にゆかりのある下総国（千葉・飯高・印西）と上総国（周西・横田・浦田）に位置する6寺社。
- 千葉神社（千葉県千葉市中央区） - 別称「妙見本宮」「千葉大妙見」

千葉氏の氏神。当初は妙見菩薩を本尊とする寺院（千葉妙見宮・北斗山金剛授寺）であったが、神仏分離によって神社となった。現在は祭神を天之御中主神とし、「北辰妙見尊星王」をその異称としている。
- 飯高神社（千葉県匝瑳市飯高）- 別称「飯高妙見宮」

明治初年に当社の妙見菩薩像が別当寺であった妙福寺に移された。祭神は天之御中主神。
- 人見神社（千葉県君津市） - 別称「周西妙見」「人見妙見」

平将門あるいは平忠常（良文の孫）が勧請したと伝わる。現在の祭神は天之御中主神以下の造化三神。
- 久留里神社（千葉県君津市） - 別称「浦田妙見堂」「細田妙見」

平忠常が治安元年（1021年）に創建したと言われる。祭神は天之御中主神ほか9柱。
- 横田神社（千葉県袖ケ浦市）

大同年中（806年～810年）創建と伝わる神社で、千葉常胤の崇敬が厚かった。祭神は天之御中主神。
- 登渡神社（千葉県千葉市中央区）

元々は千葉妙見宮（千葉神社）の末寺。祭神は天之御中主神以下の造化三神と天日鷲命。
- 天津神社（千葉県習志野市）

千葉氏の一族である馬加氏が創建した神社。現在の祭神は天之御中主神。
- 小松神社（大阪府交野市） - 別称「星田妙見宮」

鎮宅霊符神と混交した妙見菩薩が祀られていた。現在の祭神は天之御中主神。
- 名草神社（兵庫県養父市） - 別称「但馬妙見」

主祭神は名草彦大神で、副祭神は天之御中主神以下の造化三神ほか3柱。
- 北辰妙見神社（和歌山県伊都郡かつらぎ町）

主祭神は妙見尊。
- 降松神社（山口県下松市）
- 八代神社（熊本県八代市） - 別称「妙見宮」

日本三大妙見の一つに数えられる。祭神は天之御中主神と国常立尊。

## 信仰塔

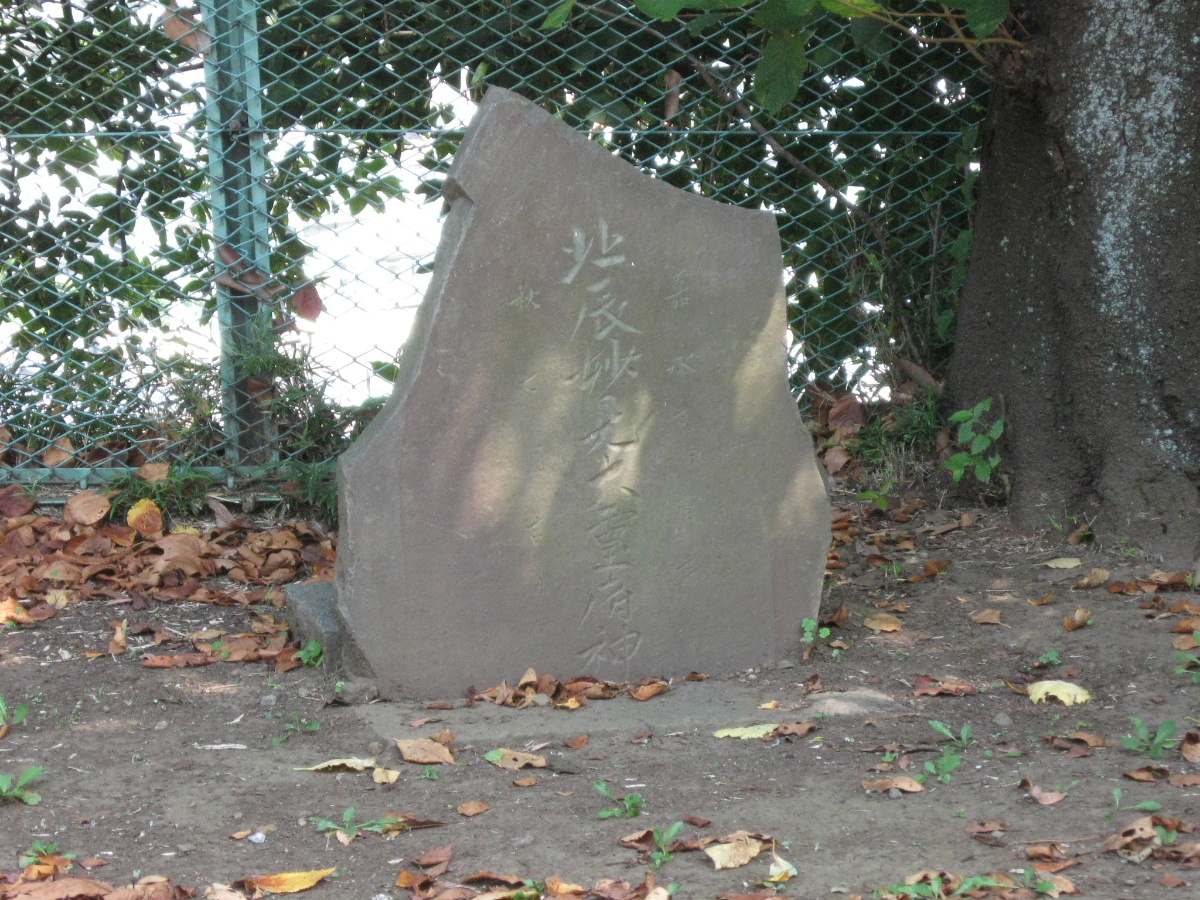
北辰妙見大霊府神の石碑 神奈川県藤沢市の伊勢山 2009年8月25日撮影